# Restart
Restart is een nummer van de Britse zanger Sam Smith uit 2015. Het verscheen als bonustrack op Smiths debuutalbum In the Lonely Hour, en is tevens de zesde en laatste single van dat album.
Het nummer bereikte enkel in Japan en Nederland de hitlijsten. De Nederlandse Top 40 werd net niet gehaald; het haalde de eerste positie in de Tipparade. Desondanks werd "Restart" wel een radiohit in Nederland.